# Lettische Badmintonmeisterschaft 1964
Die Lettische Badmintonmeisterschaft 1964 fand in Riga statt. Es war die erste Auflage der nationalen Titelkämpfe von Lettland im Badminton, zu dieser Zeit noch als Meisterschaft der Sowjetrepublik.

## Titelträger
| Disziplin    | Sieger                         |
| ------------ | ------------------------------ |
| Herreneinzel | Jānis Ieviņš                   |
| Dameneinzel  | Skaidrīte Ieviņa               |
| Herrendoppel | Jānis Ieviņš Māris Deksnis     |
| Damendoppel  | Skaidrīte Kalēja Guna Karlsone |
| Mixed        | Jānis Ieviņš Skaidrīte Ieviņa  |